# Aeroporto de Benalla
O Aeroporto de Benalla (IATA: BLN, ICAO: YBLA) é um aeroporto publico localizado perto de Benalla, em Vitória, Austrália. O aeroporto é a casa do Clube de Planadores de Vitória. O aeroporto tem duas pistas: uma de 1043 metros de comprimento e 18 largura e outra, de erva, com 718 metros de comprimento e 30 de largura.